# Trylogia jakości
Trylogia jakości – koncepcja zarządzania opracowana w 1986 roku przez Josepha Jurana, które powinno składać się z trzech etapów: planowania jakości, kontroli jakości i usprawniania jakości.
- Planowanie jakości obejmuje określenie klienta, identyfikację jego potrzeb, rozwijanie cech produktu pod wpływem potrzeb klienta, rozwijanie procesów odpowiedzialnych za kreowanie tych cech oraz wprowadzenie otrzymanych wyników do działania operacyjnego.
- Kontrola jakości obejmuje oszacowanie bieżącego poziomu wykonania działań operacyjnych, przyrównanie ich poziomu z określonymi wcześniej wytycznymi, rozpoczęcie działań w celu eliminacji różnic.
- Usprawnianie jakości obejmuje utworzenie świadomości potrzeby usprawniania, ustalenie celów usprawniania, podejmowanie działań organizacyjnych umożliwiających osiągnięcie założonych celów, zorganizowanie szkoleń, wprowadzenie projektów usuwających problemy, informowanie o osiągniętych postępach, okazywanie uznania dla uzyskiwanych osiągnięć, prezentacja wyników, przechowywanie informacji o wynikach oraz utrzymywanie stopnia działań przez wykonywanie rocznych planów usprawnień.

Powszechnie się twierdzi iż usprawnianie jakości jest "sercem TQM, który jest procesem niekończącym się. Polega on na nieustannym poszukiwaniu ulepszeń jakości produktów, usług oraz przede wszystkim procesów.